# Yoghi - La festa di Natale
Yoghi - La festa di Natale (Yogi Bear's All Star Comedy Christmas Caper) è un film d'animazione statunitense del 1982 del regista Steve Lumley, prodotto da Hanna-Barbera.